# Жульев, Сергей Иванович
Сергей Иванович Жульев (10 октября 1948 г. — 19 марта 2008 г.) — советский и российский учёный-металлург, специалист в области кристаллизации и затвердевания крупного слитка. Доктор технических наук, профессор кафедры «Технология материалов» ВолгГТУ. Лауреат Премии Правительства Российской Федерации в области науки и техники (2001 г.).

## Биография
СИ. Жульев родился 10 октября 1948 года в г. Сталинграде в семье служащего. После окончания средней школы в 1966 году поступил в Волгоградский политехнический институт, затем перевелся в Московский институт стали и сплавов (МИСиС), который закончил в 1972 году по специальности «Металлургия черных металлов». С 1972 по 1974 год работал мастером в мартеновском цехе ПО «Баррикады» (г. Волгоград). В 1974 году поступил в аспирантуру МИСиС на кафедру металлургии стали, которую успешно закончил в 1978 году защитой диссертации на тему «Исследование процесса затвердевания осевой зоны крупного слитка спокойной стали».
С 1978 по 1981 год — ведущий инженер, затем — старший научный сотрудник в отраслевой лаборатории Ленинградского центрального научно-исследовательского института материалов (ЦНИИМ) при ПО «Баррикады». В 1981 году был назначен начальником сектора, затем начальником лаборатории Ижевского научно-исследовательского института металлургической технологии (ИНИИМТ) при ПО «Баррикады».
Одновременно в 1979—1982 годах СИ. Жульев работал доцентом кафедры «Машины и технология литейного производства» Волгоградского политехнического института. В 1991 г. защитил докторскую диссертацию на тему «Оптимизация процессов производства кузнечных слитков для поковок ответственного назначения с использованием САПР-технологии» в Донецком политехническом институте. В 1994 г. стал профессором кафедры «Технология материалов» ВолгГТУ, а в 2000 г. — заведующим кафедрой.
В1989 году металлургическая лаборатория ИНИИМТ была преобразована в Инженерный центр «Азот», бессменным директором которого в течение многих лет являлся С. И. Жульев.
Скончался 19 марта 2008 года.

## Научная и образовательная деятельность
Известный специалист в области получения качественного крупного слитка для изготовления роторов, обечаек реакторов для атомной промышленности и других изделий ответственного назначения. Научная работа С. И. Жульева была посвящена созданию новых геометрических форм кузнечных слитков, приближенных к размерам реальных изделий тяжелого машиностроения. Выполненные им исследования позволили при единичном и мелкосерийном производстве кузнечных (до 100 т.) изделий тяжелого машиностроения (валы, роторы, обечайки) получить выход годного аналогичный получаемому при массовом производстве кованных изделий. Разрабатывал новые технологические процессы выплавки и внепечной обработки стали с получением уникально чистого металла по сере, фосфору, цветным примесям и разливки конструкционной стали с пониженной ликвацией и анизотропией свойств по длине и сечению особоответственных изделий (длиной до 24 м, диаметром до 5м).
Им разработан оригинальный метод получения качественных слитков, отливаемых в вакууме, в том числе с использованием инокуляторов, формирующихся в процессе разливки из расплава готового металла. Получен и обобщен обширный экспериментальный материал, позволяющий на базе комбинирования имеющихся штатных изложниц получать бесприбыльные, укороченные, перевернутые и другие слитки с учетом конфигурации и специфики обработки готовых изделий.
С. И. Жульевым опубликовано около 300 научных работ, в том числе 2 монографии и 67 патентов РФ и авторских свидетельств СССР. С 1988 года он в качестве заместителя председателя металлургической секции НТО Машпром организовал республиканскую (1988), межрегиональную (1989) и две всесоюзные (1990,1991) научно-технические конференции «Совершенствование металлургических процессов в машиностроении». Создатель волгоградской научной школы металлургов-«слиточников».
Член металлургической секции при совете по премиям Правительства РФ в области науки и техники, диссертационного совета по защите диссертаций на соискание ученой степени доктора технических наук. Член научно-технического совета г. Волгограда, президиума городского клуба докторов наук, действительный член Академии инженерных наук РФ.

## Избранные труды
- Жульев, С. И. Производство и проблемы качества кузнечного слитка: монография / С. И. Жульев, Н. А. Зюбан; ВолгГТУ. — Волгоград: РПК «Политехник», 2003. — 168 с.
- Зюбан, Н. А. Изучение технологических возможностей снижения содержания водорода в стали 35ХН3МФА, выплавленной в электродуговых печах / Н. А. Зюбан, С. И. Жульев, А. Г. Насибов // Материаловедение. — 1998. — № 10. — С.54-55.
- Зюбан, Н. А. Особенности процесса формирования эндогенных инокуляторов в струе при отливке крупных слитков / Н. А. Зюбан, С. И. Жульев // Металлург. — 2000. — № 10. — С.42-43.
- Жульев, С. И. Особенности формирования структуры крупных кузнечных слитков из стали 38ХН3МФА, отлитых с применением эндогенных инокуляторов / С. И. Жульев, Н. А. Зюбан // Технология металлов. — 2001. — № 2. — С.18-21.
- Зюбан, Н. А. Моделирование процесса образования инокуляторов при вакуумной отливке слитков / Н. А. Зюбан, С. И. Жульев, Е. А. Федянов // Изв. вузов. Черная металлургия. — 2002. — № 1. — С.14-18.
- Жульев, С. И. Сравнение эффективности тепловой работы прибыльных надставок для крупных слитков / С. И. Жульев // Изв. вузов. Черная металлургия. — 1980. — № 11.
- Жульев, С. И. Затвердевание осевой зоны крупного слитка спокойной стали / С. И. Жульев // Теплофизика стального слитка: труды VIII конференции по слитку. — М.: Металлургия, 1981.
- Жульев, С. И. Исследование крупногабаритных удлиненных слитков для изготовления поковок дисков с осевым отверстием / С. И. Жульев // Кузнечно-штамповочное производство. — 1986. — № 1.
- Электромагнитное воздействие на материальные объекты (теория и практика): монография / С. И. Жульев, О. П. Бондарева, К. Ю. Бод и др. / Волгогр. Клуб докторов наук.- Волгоград, 2004. — 112с.

## Изобретения, в которых Сергей Иванович является соавтором[2]
- Способ получения поковок из бесприбыльных слитков // 1699694
- Изложница // 1675030
- Устройство для отливки слитков // 1652026
- Кузнечный слиток // 1637938
- Способ получения заготовок // 1616761
- Кузнечный слиток // 1586849
- Шлакообразующая смесь для разливки // 1555046
- Устройство для получения полого слитка // 1526888
- Способ ковки бесприбыльных слитков // 1512700
- Способ отливки полых слитков // 1507519
- Устройство для получения кузнечных слитков // 1496912
- Способ получения полых слитков // 1496911
- Надставка-холодильник к изложнице // 1488111
- Способ изготовления полых заготовок // 1470430
- Шлакообразующая смесь для рафинирования жидкой стали // 1447871
- Устройство для отливки слитков // 1442325
- Установка для групповой отливки слитков // 1435379
- Способ получения слитков для полых поковок // 1412882
- Устройство для отливки полых слитков // 1388189
- Устройство для отливки слитков // 1382582
- Стержень для отливки полых слитков // 1299701
- Способ производства азотсодержащей штамповой стали // 1261964
- Кузнечный слиток // 1235628
- Прибыльная надставка // 1222401
- Изложница для отливки слитков // 1202695
- Вкладыш для поддона изложницы // 1199439
- Устройство для отливки слитков // 1194569
- Способ обработки мазута перед вдуванием в плавильную печь // 1148874
- Кузнечный слиток // 1140885
- Устройство для отливки слитков // 1138231
- Слиток // 1134284
- Способ выплавки стали // 1122707
- Изложница // 1110539
- Способ выплавки ванадийсодержащих сталей // 1097682
- Способ выплавки стали // 1092185
- Способ получения полого слитка // 1088868
- Устройство для циркуляционного вакуумирования металла // 1073298
- Способ получения полых слитков // 1071350
- Способ выплавки стали в мартеновской печи // 1070177
- Сталеразливочный ковш для вакуумной отливки слитков // 1065083
- Установка для дегазации металлов в струе // 1062281
- Способ обработки рабочей поверхности чугунной изложницы // 1061914
- Набивная масса для футеровки сталеразливочных ковшей // 1060595
- Изложница для отливки многогранных слитков // 1058710
- Смазка для изложниц // 1055586
- Шлакообразующая смесь // 1046296
- Способ выплавки стали дуплекс-процессом // 1038367
- Жёлоб для перелива жидкого металла // 1018979
- Слиток // 1017432
- Способ наварки футеровки подовых печей // 1016648

## Признание
В 2001 г. за работу «Ресурсосберегающая технология производства кузнечных слитков и поковок на базе автоматизированного проектирования полного технологического цикла» С. И. Жульев удостоен премии Правительства Российской Федерации в области науки и техники.